# Guillermo del Pedregal
Guillermo del Pedregal Herrera (19 de junio de 1898-1981) fue Ingeniero civil y político chileno, ministro de estado de diversos gobiernos.

## Biografía
Hijo de Alfredo del Pedregal y Adelaida Herrera. Estudio en el Instituto de Humanidades y se tituló de ingeniero civil en 1922. Se inició en la Dirección General de Obras Públicas como Ingeniero de Hidráulica y de la Inspección Superior de Ferrocarriles. Fue profesor de Matemáticas Financieras de la Escuela de Economía y Comercio de la Universidad de Chile, siendo el primer Decano de tal Facultad.  Durante el Gobierno de Carlos Ibáñez, fue miembro del grupo de jóvenes que el ministro de Hacienda Pablo Ramírez colocó en la administración pública, siendo determinante en las leyes que nacionalizaron el negocio de los seguros y establecieron su superintendencia, ocupando en 1926 el cargo de inspector de Sociedades Anónimas y Superintendente de las Compañías de Seguros. En 1927, director –gerente de la Caja reaseguradora hasta 1940. Fue presidente del Consejo Superior del Trabajo y de la Comisión Central Mixta de Sueldos. Aficionado a la hípica, fue presidente del Hipódromo Chile entre 1943 y 1948 y Director del Club Hípico de Santiago por 26 años consecutivos. Se casó con Ursula Wolff, teniendo tres hijos, Eugenia, Guillermo y Susana.

## Ministro de Estado

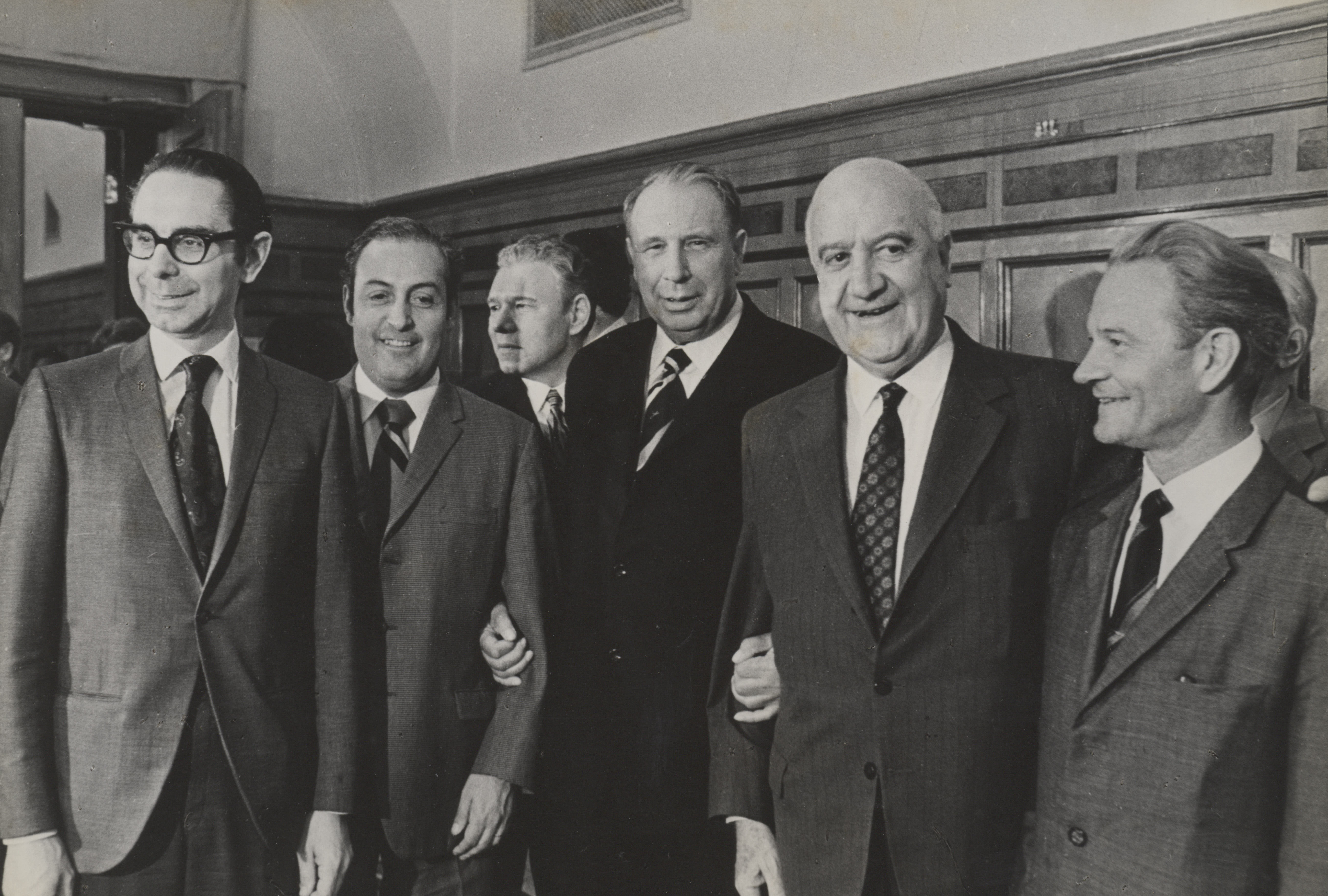
Guillermo del Pedregal, (el segundo desde el lado derecho.)

En 1939 es designado Vicepresidente Ejecutivo de la Corporación de Fomento de la Producción, cargo que ocupó hasta 1944, encabezando las etapas iniciales del desarrollo de esta corporación. Con tendencias desarrollistas, estimaba que el crédito barato y la “inflación controlada” podían ser palancas para el desarrollo de Chile. Logró poner en práctica estas políticas al ser Ministro de Hacienda de Pedro Aguirre Cerda en 1941, lo que dio inicio a una creciente inflación. 
El Presidente Juan Antonio Ríos lo volvió a llamar para el cargo, en octubre de 1942, con la esperanza de reanimar la economía, sustituir las importaciones faltantes producto de la II Guerra Mundial, elevar el nivel de vida de los trabajadores y desarrollar materialmente el país. La inflación de ese año se empinaba sobre el 20%, por lo que impulsa dos proyectos, una reforma constitucional para que la iniciativa de gastos fiscales fuese facultad exclusiva del presidente, y una ley para congelar precios y salarios, utilidades repartidas por las empresas, etc. Junto con ello pretendió aumentar las arcas fiscales mediante una autorización al Estado para endeudarse en 400 millones de pesos y un impuesto a las empresas por sus utilidades extraordinarias sobre el 15% del capital. Este “proyecto económico”, como se le denominó, quedó entrampado en el Congreso y fue aprobado con indicaciones de los parlamentarios, que establecieron una escala única de sueldos, que implicaba un reajuste generalizado de estos.
Dejó el ministerio en 1943, pero siguió activo en política al presentarse como candidato a una elección complementaria de senador por Talca en 1944, pero fue derrotado por Arturo Alessandri Palma. Al año siguiente se presentó a diputado en las elecciones generales dentro de la lista comunista, pero aunque fue el más candidato de su lista, el sistema electoral le impidió ser electo. Tras sus fracasos electorales se dedicó a realizar misiones diplomáticos, representando a Chile en la Conferencia de Chuapultepec y la Sesión Inaugural de la Organización de las Naciones Unidas. 
Volvió a ocupar un cargo gubernamental durante la segunda presidencia de Carlos Ibáñez del Campo, como ministro del interior y luego como biministro de Hacienda y Economía. En ese momento estimó que los gobiernos radicales, del que había sido parte, habían sobrestimado la producción industrial, por lo que él expandiría el sector agrícola y minero con el fin de combinar una política de sustitución de importaciones con un modelo de crecimiento focalizado en las exportaciones. Advertía de que Chile debía terminar su dependencia del cobre y mejorar el sistema de cobro de impuestos que funcionaba con un 60% de evasión. 
Intentó pedir créditos externos del FMI, pero esta institución se negó hasta que el gobierno controlase la inflación, por lo que Del Pedregal debió renunciar su doctrina de usar una inflación controlada como instrumento de desarrollo. Su plan económico de aumentar los impuestos y perseguir a los evasores tuvo la oposición de industriales y comerciantes, mientras que la crítica situación económica era estímulo a movilizaciones sindicales lideradas por Clotario Blest, lo que obligó a Ibáñez a cambiar su gabinete.
Retirado al ámbito privado, fue llamado una vez más a la escena pública en 1971, como embajador de Chile en la Unión Soviética, ya que el Parlamento no pretendía aprobar a ningún miembro de la Unidad Popular para el cargo, por lo que se recurrió a un hombre considerado como patriota y de amplio reconocimiento como Guillermo del Pedregal, siendo su designación aprobada de forma unánime.
| Predecesor: Ricardo Letelier Ruiz      | Vicepresidente Ejecutivo de CORFO 13 de junio de 1939 - 31 de julio de 1944           | Sucesor: Oscar Gajardo Villarroel         |
| Predecesor: Marcial Mora Miranda       | Ministerio de Hacienda 10 de junio de 1941 - 2 de abril de 1942                       | Sucesor: Benjamín Matte Larraín           |
| Predecesor: Benjamín Matte Larraín     | Ministerio de Hacienda 21 de octubre de 1942 - 1 de septiembre de 1943                | Sucesor: Arturo Matte Larraín             |
| Predecesor: Arturo Riveros Alcaide     | Ministro de Economía y Comercio de Chile 7 de junio de 1943 - 1 de septiembre de 1943 | Sucesor: Fernando Moller                  |
| Predecesor: Carlos Froeden Lorenzen    | Vicepresidente Ejecutivo de CORFO 14 de septiembre de 1953 - 22 de diciembre de 1955  | Sucesor: Benjamín Videla Vergara          |
| Predecesor: Felipe Herrera Lane        | Ministerio de Hacienda 14 de octubre de 1953 - 5 de junio de 1954                     | Sucesor: Jorge Prat Echaurren             |
| Predecesor: Rafael Tarud Siwady        | Ministerio de Economía y Comercio 14 de octubre de 1953 - 1 de marzo de 1954          | Sucesor: David Montané Vives              |
| Predecesor: Óscar Pinochet de la Barra | Embajador de Chile en la Unión Soviética 1971-1973                                    | Sucesor: Se rompen relaciones con la URSS |